# Amiota nebojsa
Amiota nebojsa este o specie de muște din genul Amiota, familia Drosophilidae, descrisă de Maca în anul 2003. Conform Catalogue of Life specia Amiota nebojsa nu are subspecii cunoscute.